# Oliva caroliniana
Oliva caroliniana, tên tiếng Anh: carolinian olive shell, là một loài ốc biển, là động vật thân mềm chân bụng sống ở biển trong họ Olividae, họ ốc gạo hoa.